# Dioscorea floribunda
El Barbasco amarillo o Dioscorea floribunda es una especie de planta rizomatosa que es originaria de América. 

## Descripción
Dioscorea floribunda tiene rizomas hipogeos, alargados, de 15–50 cm de largo, corteza café obscura, rugosa o reticulada; tallos levovolubles. Hojas alternas, triangulares u ovadas, 5.2–11.3 cm de largo y 3.2–7.1 cm de ancho, 9-nervias; ex estipuladas. Inflorescencias estaminadas racimos de cimas o panículas compuestas 7–29 cm de largo, flores (1–) 2–3 por cima, pedicelos 0.5–1 mm de largo, perianto 1.5–4 mm de largo, púrpura o café, tubo periantal 0.5–3 mm de largo, lóbulos ovados, estambres 6, insertados casi en el centro del toro, los 3 largos ca 1.5 mm, los 3 cortos ca 1 mm, anteras extrorsas, tecas coherentes, pistilodio ausente; inflorescencias pistiladas 5–15 cm de largo, perianto 1.5–3 mm de largo, púrpura o café obscuro, tubo periantal 0.5–2 mm de largo, estaminodios 6, insertados en el toro, triangulares o piramidales, ca 0.2 mm de largo, columna estilar ca 1 mm de largo, estilos bífidos. Cápsulas obovadas u oblanceoladas a subcuadradas, 21–25 mm de largo y 17–20 mm de ancho, café-rojizas; semillas oblongas a elípticas, 10–13 mm de largo y 7–9 mm de ancho, aladas periféricamente.

## Distribiución y hábitat
Es una especie común y ruderal, que se encuentra en los bosques de Quercus en las zonas norcentral y pacífica; a una altitud de 340–1250 metros desde México (Puebla y Veracruz) a Nicaragua.

## Propiedades
En Puebla y Veracruz, su uso más común es para tratar la reuma y en otras regiones, como el estado de Oaxaca, se le emplea para el dolor del cuerpo.
Historia
Maximino Martínez, en el siglo XX describe los usos siguientes: antiartrálgico, antirreumático y para la ciática.

## Taxonomía
Dioscorea floribunda fue descrita por M.Martens & Galeotti y publicado en Bulletin de l'Academie Royale des Sciences et Belles-lettres de Bruxelles 9(2): 391. 1842.
Sinonimia
- Dioscorea barclayi R.Knuth	[3]